# Chloe Dzubilo
Chloe Dzubilo (Connecticut, 1960 - Nueva York, 18 de febrero de 2011) fue una artista, músico y activista transgénero estadounidense.

## Trayectoria
Chloe Dzubilo fue una de las protagonistas de la escena artística de Nueva York entre los años 1980 y 1990. Trabajó brevemente en Studio 54, hasta alcanzar la dirección de la editorial East Village Eye. Dirigió algunas obras de teatro y llegó a actuar en Blacklips Performance Cult cuando fue representada en el Pyramid Club. Más tarde fue compositora y solista de la banda The Transisters, llegando a actuar en el emblemático club punk-rock  CBGB's. El cineasta Kembra Pfahler dijo sobre la banda de Dzubilo: “The Transisters fue una de las únicas bandas que trataron en sus trabajos temas relacionados con el SIDA y tuvieron el valor de cantar sobre su cólera y transformar alquímicamente todo el odio y el estigma que existe en torno a la enfermedad". En su obra plástica  Chloe utilizó diferentes técnicas y soportes materiales, a menudo en tinta sobre papel.
Cursó estudios de arte en la Parsons School of Design y obtuvo la licenciatura en Estudios de Género de la City University of New York en 1999.
Se convirtió en musa de grandes diseñadores de moda como Marc Jacobs y Patricia Field.

## Activismo
Chloe Dzubilo fue una activista transgénero que colaboró durante tiempo con el Proyecto de Identidad de Género en el Centro Comunitario LGBT de la Ciudad de Nueva York. Después, tras su diagnóstico de VIH en 1987, se involucró igualmente en la lucha contra el SIDA. Se unió al grupo político Transgender Menace y fue la fundadora del Equi-Aid Project, un programa de equitación para jóvenes afectados por el SIDA y en riesgo. A menudo participó en eventos SpeakOUT como ponente en colaboración con  Alison Terson, donde trató, entre otros temas, la rehabilitación del abuso de sustancias. Fue nombrada miembro del Consejo de Planificación de Servicios Humanos y VIH de Nueva York en 2003.

## Legado
Cuando la revista HIV Plus le preguntó en 1998 qué consejo daría, respondió: "Compra mucha purpurina y aplícatela en los ojos a primera hora de la mañana: es buena para las endorfinas. Empodérate de la palabra hortera. Y canta. Todo el día. Eso es lo que hago".
Su funeral se llevó a cabo el 12 de marzo de 2011 en la Judson Memorial Church. Entre los artistas, activistas y amigos que asistieron se incluyen Rosario Dawson, Anohni, Justin Bond y Katrina Del Mar.
En 2011, se crearon los Premios Chloe como reconocimiento a las personas cuyo trabajo encarna el espíritu de Marsha P. Johnson, Sylvia Rivera y Chloe Dzubilo. Los documentos de Chloe Faith Dzubilo se guardan en la biblioteca Fales y en las colecciones especiales de la Universidad de Nueva York.
En 2017, el Museo de la Ciudad de Nueva mostró sus trabajos en la exposición "AIDS at Home".